# Alfred Knotz

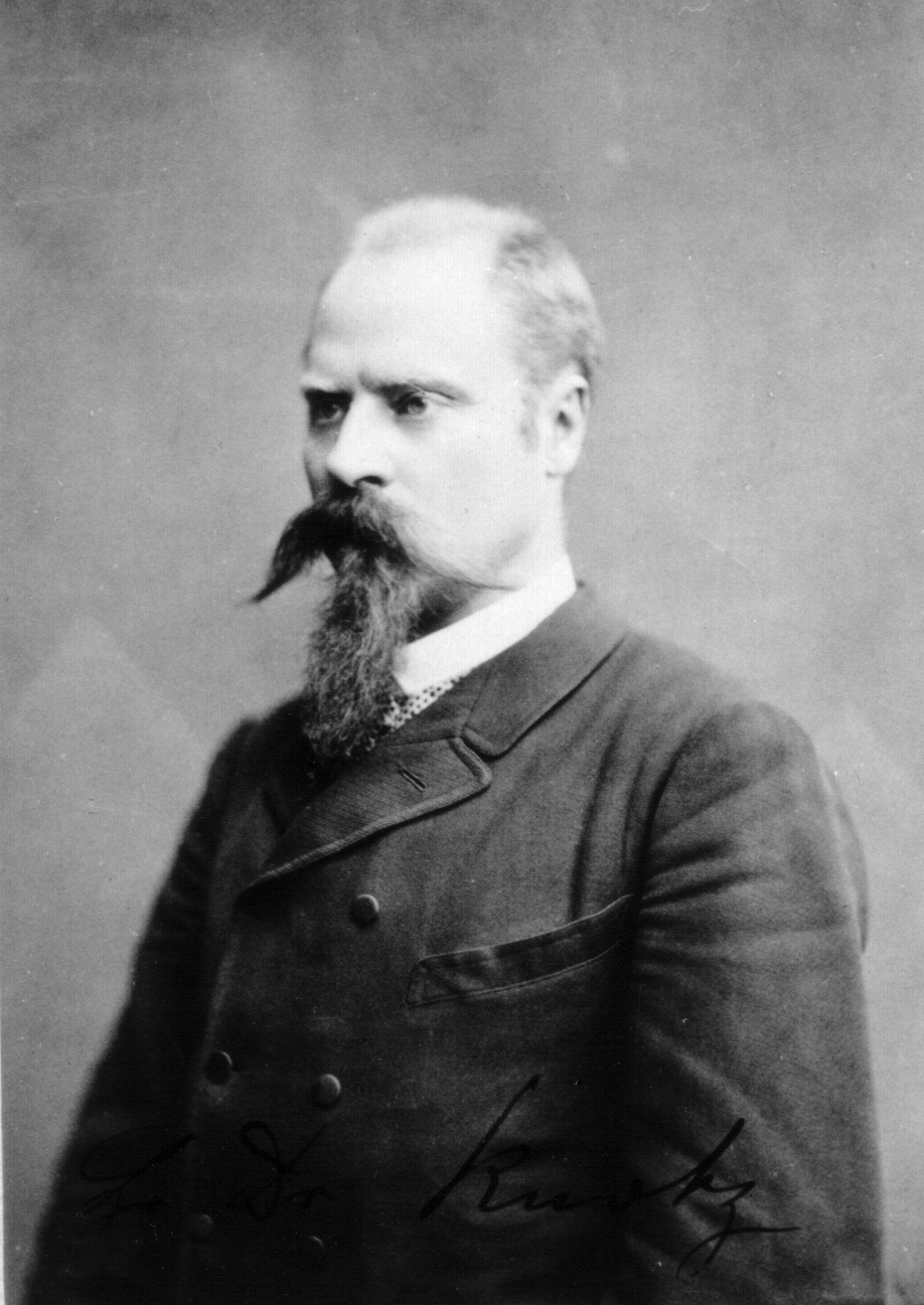
Alfred Knotz

Alfred Knotz (* 26. Oktober 1844 in Leitmeritz; † 9. November 1906 in Aussig) war ein böhmischer Rechtsanwalt und Abgeordneter.

## Leben
Knotz besuchte das Gymnasium in seiner Heimatstadt Leitmeritz, bevor er an der Universität Wien, der Karls-Universität Prag (wo er beim Corps Austria aktiv war) und Karl-Franzens-Universität Graz Rechtswissenschaft studierte. Er war erst bei verschiedenen Bezirksgerichten in Böhmen tätig und wurde nach seiner anschließenden Promotion im Jahr 1878 Rechtsanwalt in Böhmisch-Leipa. Dort erwarb er sich durch seine Erfolge als Verteidiger großes Ansehen. Er gründete in Böhmisch-Leipa den Deutschen Nationalverein und wurde in den Stadtrat gewählt. Vom Städtewahlkreis Tetschen wurde er 1885 in den Reichsrat gewählt, dem er bis 1890 angehörte. In Niederösterreich wandte er sich den Christlichsozialen zu, konnte dort aber keine herausragende Rolle spielen. Im Jahr 1890 ging er nach Korneuburg, bevor er sechs Jahre später in den Wiener Bezirksteil Floridsdorf zog. 1896 bis 1902 war er Abgeordneter für Floridsdorf im niederösterreichischen Landtag. Im Jahr 1901 siedelte er nach Wien, kehrte aber später wieder nach Böhmen zurück.

## Werke
- Die Zustände in Deutschböhmen, 1885